# Kree
De Kree is een fictief buitenaards ras in het Marvel Comics-universum. De Kree kwamen voor het eerst voor in de stripverhalen van de Fantastic Four #64 en 65.

## Organisatie
Dit ras vertegenwoordigt samen met de Skrull en de Shi'ar een van de drie heersende mogendheden in het (Marvel)-universum. Het wordt geleid door de Supreme Intelligence, een supercomputer met een ziel. Deze maatschappij is er een van strak militairisme. Alle leden hebben een rang. Het rijk van de Kree is echter enorm door zijn bondgenootschappen.

## Thuiswereld
De Kree komt van de planeet Hala in het Pama-systeem in de Magaelhese Nebula.

## Fysiek
Dit ras bestaat uit humanoïden, de gemiddelde lengte is rond de twee meter en een Kree is gemiddeld zwaarder dan een mens. Het gelaat is gelijk aan die van mensachtigen. Het ras heeft doorgaans een lichtblauwe huid, maar door de eeuwen heen is een meerderheid aan roze-huidigen geboren. De lichtblauwen vormen echter de heersende minderheid.

## Bekende Kree
Bekende Kree zijn Captain Marvel en Ronan the Accuser.

## Marvel Cinematic Universe
De Kree komen behalve in de strips ook voor binnen het Marvel Cinematic Universe. Sinds 2014 verschijnt het volk in het universum. Ronan the Accuser is de primaire antagonist in de film Guardians of the Galaxy. In de tv-serie Agents of S.H.I.E.L.D. blijkt dat het serum dat Phil Coulson uit de dood heeft doen herrijzen uit het lichaam van een Kree gewonnen is, en dat de Kree verantwoordelijk waren voor het ontstaan van de onmensen. Ook zijn de Kree de belangrijkste antagonisten in de films Captain Marvel (de Supreme Intelligence en Yon-Rogg) en The Marvels (Dar-Benn). De Kree verschijnen in de volgende films en televisieseries:
- Agents of S.H.I.E.L.D. (2014-2018)
- Guardians of the Galaxy (2014)
- Guardians of the Galaxy Vol. 2 (2017)
- Captain Marvel (2019)
- Avengers: Endgame (2019)
- What If...? (2021)
- Shang-Chi and the Legend of the Ten Rings (2021)
- Doctor Strange in the Multiverse of Madness (2022)
- Ms. Marvel (2022)
- The Guardians of the Galaxy Holiday Special (2022)
- Guardians of the Galaxy Vol. 3 (2023)
- The Marvels (2023)